# Ciliopagurus vakovako
Ciliopagurus vakovako is een tienpotigensoort uit de familie van de Diogenidae. De wetenschappelijke naam van de soort is voor het eerst geldig gepubliceerd in 2001 door Poupin.